# Lema de Gronwall
El lema de Gronwall establece una cota superior para las funciones no negativas que puedan acotarse por una función lineal de su integral. Este lema es de gran utilidad para probar la continuidad y unicidad de soluciones de ecuaciones diferenciales ordinarias.

## Enunciado y demostración
Sean {\displaystyle \,f\colon I\subseteq \mathbb {R} \to \mathbb {R} } y {\displaystyle x_{0}\in I} tales que:
{\displaystyle 0\leq f{(x)}\leq A+B\int _{x_{o}}^{x}{f{(s)}ds}\,\forall x\in I}.
con A y B ≥ 0 constantes.
Entonces:
{\displaystyle f{(x)}\leq A\,e^{B(x-x_{0})}}

### Demostración
Sea {\displaystyle \,G{(x)}=\int _{x_{o}}^{x}{f{(s)}ds}}. Por la hipótesis se tiene que:

{\displaystyle G'{(x)}-B\,G{(x)}\leq A}

Luego, multiplicando ambos miembros por {\displaystyle e^{-B(x-x_{0})}} se obtiene:

{\displaystyle e^{-B(x-x_{0})}G'{(x)}-B\,e^{-B(x-x_{0})}G{(x)}\leq e^{-B(x-x_{0})}A}

que equivale a:

{\displaystyle (e^{-B(x-x_{0})}G{(x)})'\leq A\,e^{-B(x-x_{0})}}

Integrando entre {\displaystyle x_{0}} y {\displaystyle x}:

{\displaystyle \int _{x_{o}}^{x}{(e^{-B(s-x_{0})}G{(s)})'ds}\leq A\int _{x_{o}}^{x}{e^{-B(s-x_{0})}ds}}

{\displaystyle e^{-B(x-x_{0})}G{(x)}-G{(x_{0})}\leq -{\frac {A}{B}}(e^{-B(x-x_{0})}-1)}

Por como fue definida, {\displaystyle G{(x_{0})}=0}. Multiplicando ahora por {\displaystyle e^{B(x-x_{0})}} :

{\displaystyle G{(x)}\leq {\frac {A}{B}}(e^{B(x-x_{0})}-1)}

Si reemplazamos la integral por G en la ecuación original:

{\displaystyle f{(x)}\leq A+B\,{\frac {A}{B}}(e^{B(x-x_{0})}-1)}

De donde se deduce que:

{\displaystyle f{(x)}\leq A\,e^{B(x-x_{0})}}